# Англиканские школы в Австралии
Англиканская школа (англ. Anglican school) — тип школы, входящей в систему образования Австралии, образование в которой предоставляется Англиканской церковью (ранее известной как Церковь Англии) в Австралии. Англиканская церковь занимается обучением детей с конца XVIII века. На данный момент в Австралии насчитывается 145 англиканских школ, в которых обучается 105 000 учеников. Форма образования — платная.

## История

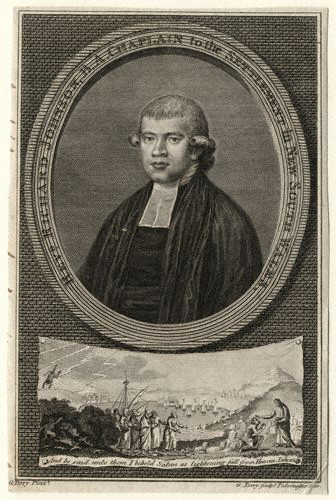
Ричард Джонсон — капеллан Первого флота был обвинён в организации школьного обучения

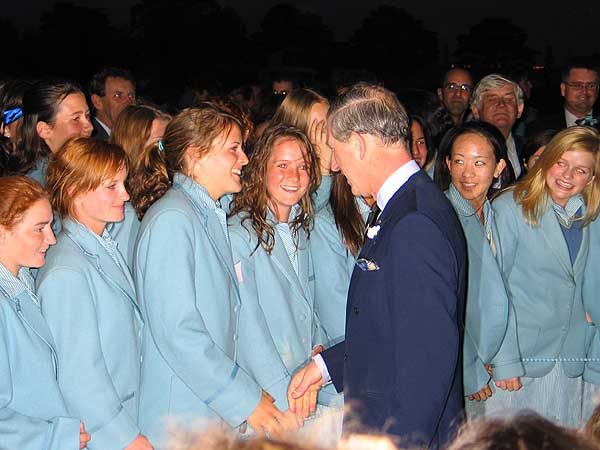
Принц Чарльз с выпускниками в своей родной школе «Geelong Grammar»

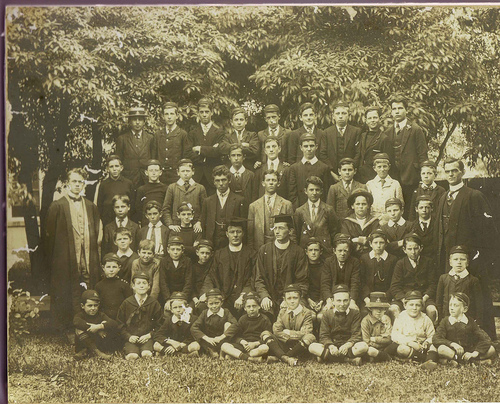
Учащиеся с учителями в Trinity Grammar School. 1913 год

Христианство пришло в Австралию с кораблями Первого флота, когда в 1788 году в Сидней прибыла первая партия осуждённых. Поскольку Австралия была Британской колонией, на её территории преобладала Церковь Англии, духовенство которой существовала в тесном контакте с губернаторами.
Ричард Джонсон, капеллан Первого флота, был обвинен губернатором, Артуром Филлипом, в улучшении «общественной морали» в колонии, за то что он участвовал в организации обучения в школе в обход церкви.
Первые школы в Австралии были открыты англиканской церковью. Дети католиков были вынуждены посещать англиканские школы, дети-сироты автоматически становились англиканами. Позднее стали появляться школы в подчинении других конфессий.
По инициативе тогдашнего премьер-министра и герцога Веллингтона, под патронажем Вильгельма IV в 1831 году была основана старейшая независимая школа «The King’s School, Parramatta».
В 1836 году англиканская церковь потеряла своё безусловное влияние в штате Новый Южный Уэльс. Генеральный прокурор и реформист Джон Планкетт составил так называемый «Церковный Акт», согласно которому англикане, католики и пресвитериане были уравнены в правах. Позже к этому акту добавили методистов .
В 1872 году Виктория стала первой колонией, в которой была открыта светская школа. В течение последующих 20 лет другие колонии последовали её примеру.
По мере того, как государство урезало финансирование церковным школам, Англиканская церковь Австралии стала формировать единую сеть школ с целью оказания поддержки и взаимопомощи. Подобный союз позже был сформирован Римско-католической церковью Австралии.
В 1985 году была создана Англиканская Школьная Комиссия (ASC), целью которой была организация достойного образования в традициях Англиканской церкви детям-инвалидам и детям из мало обеспеченных семей. Комиссия входит в состав Австралийской Англиканской Школьной Сети и подчиняется Австралийскому Генеральному Синоду.
В XXI веке, Англиканская церковь остаётся крупным поставщиком образовательных услуг. Школы отличаются по уровню оплаты. Самые дорогие школы: в штате Виктория «Geelong Grammar» (среди выпускников — Принц Чарльз и Руперт Мёрдок), «Melbourne Grammar School» (альма-матер Барри Хамфриса); «Kings School», «Abbotsleigh», «Sydney Church of England Grammar School», «SCEGGS Darlinghurst» в штате Новый Южный Уэльс; «Canberra Grammar School» в АСТ и «The Southport School» в Квинсленде.

## Финансирование и управление
Правительства штатов и территорий занимается финансированием государственных школ, в то время как финансированием негосударственных школ занимается непосредственно государство. Также существуют специальные фонды, формируемые из ежемесячных плат за обучение. В англиканских школах обучается примерно 1/3 учеников (2/3 учеников обучаются в католических школах).
По окончании обучения ученики сдают экзамены на получение сертификата, который признаётся всеми университетами Австралии.